# 建築物等の鉄骨の組立て等作業主任者
建築物等の鉄骨の組立て等作業主任者（けんちくぶつとうのてっこつのくみたてとうさぎょうしゅにんしゃ）は、労働安全衛生法に定められた作業主任者(国家資格)のひとつであり、建築物等の鉄骨の組立て等作業主任者技能講習を修了した者の中から事業者により選任される。
また、主任者となるための技能講習を修了した者すなわち資格取得者のこと、あるいは資格そのものを指すこともある。

## 概要
建築物の骨組み又は塔であって、高さが5m以上である金属製の部材により構成されるものの組立て、解体又は変更の作業を行う場合において労働災害の防止などを行う。

## 受講資格
- 建築物の骨組み又は塔であって、金属製の部材により構成されるものの組立て、解体又は変更の作業（次号において「建築物等の鉄骨の組立て等の作業」という）に関する作業に3年以上従事した経験を有する者
- 学校教育法による大学、高等専門学校又は高等学校において土木又は建築に関する学科を専攻して卒業した者で、その後2年以上建築物等の鉄骨の組立て等の作業に従事した経験を有する者
- その他厚生労働大臣が定める者

## 技能講習
- 各都道府県により違う。都道府県労働基準局、労働基準監督署、都道府県労働基準協会に問い合わせ願う。

### 講習科目
1. 建築物の鉄骨の組立て等に関する知識
2. 工事用設備、機械、器具、作業環境等に関する知識
3. 作業者に対する教育等に関する知識
4. 関係法令
5. 修了試験